# Ricardo Astudillo Suárez
Ricardo Astudullo Suárez (México, D. F., 26 de junio de 1975) es un político mexicano, miembro del Partido Verde Ecologista de México. Es diputado federal por el Distrito 2 de Querétaro de 2012 a 2015, y Reelecto desde el 1 de septiembre de 2024.
Ricardo Astudillo es arquitecto egresado de la Universidad del Valle de México; miembro del PVEM desde 2002, al año siguiente asumió la presidencia del comité municipal del partido en Corregidora, Querétaro y fue elegido regidor al ayuntamiento del mismo municipio de 2006 a 2009.
En 2008 fue elegido Presidente estatal del PVEM y a partir del año siguiente Diputado del Congreso de Querétaro hasta 2012 y este último año fue a su vez electo Diputado federal a la LXII Legislatura, cuyo periodo culmina en 2015. En la Cámara de Diputados es secretario de la comisión de Energía e integrante de las comisiones de Medio Ambiente y Recursos Naturales, de Presupuesto y Cuenta Pública y De casos de corrupción ocurridos en Petróleos Mexicanos, señalados por la Auditoría Superior de la Federación de 2006, a la fecha, que hayan ocasionado daño patrimonial a la Nación. Desde 2011 es Secretario General del PVEM en Querétaro.
En 2008, siendo presidente estatal del PVEM, aceptó la afiliación al partido del empresario queretano Germán Goyeneche Ortega a quién posteriormente propuso como representante estatal ante el Parlamento Ciudadano de México, esto cobro notoriedad cuando el 1 de octubre de 2014 Goyeneche fue detenido por las autoridades en compañía del narcotraficante Héctor Beltrán Leyva.
Posteriormente en el proceso Electoral 2018, contendió por la presidencia municipal de Corregidora, en coalición PRI-PVEM.
Debido a la derrota del 1 de julio de 2018, Astudillo Suárez funge como Regidor del Municipio de Corregidora, Querétaro, del periodo 2018-2021 en ñla administración de Roberto Sosa Pichardo. 